# Miconia paspaloides
Miconia paspaloides är en tvåhjärtbladig växtart som beskrevs av Henry Allan Gleason. Miconia paspaloides ingår i släktet Miconia och familjen Melastomataceae. Inga underarter finns listade i Catalogue of Life.